# Potentilla macounii
Potentilla macounii är en rosväxtart som beskrevs av Per Axel Rydberg. Potentilla macounii ingår i Fingerörtssläktet som ingår i familjen rosväxter. Inga underarter finns listade i Catalogue of Life.